# Otto van Lippe-Brake
Otto (Detmold, 21 september 1589 – Blomberg, 18 november 1657) was graaf van Lippe-Brake van 1613 tot 1657. Hij was een zoon van graaf Simon VI en Elisabeth van Holstein-Schaumburg.
Na de dood van hun vader volgde zijn oudste broer Simon hem op in Lippe, terwijl de jongere broers delen van het land als apanage kregen. Zelf kreeg hij de heerlijkheid Brake.
Op 5 oktober 1626 huwt Otto te Dillenburg met Margaretha van Nassau-Dillenburg (1606-1661), dochter van graaf George van Nassau-Dillenburg. Uit dit huwelijk komen twaalf kinderen voort:
- Casimir (1627 – 1700), graaf van Lippe-Brake 1657-1700
- Ernst (Brake, 10 augustus 1628 – aldaar, 25 december 1628)
- Amalia (Brake, 20 september, 1629 – Horn, 19 augustus 1676); ∞ (Detmold, 27 februari 1666) graaf Herman Adolf van Lippe-Detmold (1616 – 1666)
- Juliana (Brake, 16 december 1630 – aldaar, 13 juni 1631)
- Sabine (Brake, 29 november 1631 – aldaar, 28 augustus 1684)
- Dorothea (Brake, 23 februari 1633 – Kassel, 17 maart 1706); ∞ (Brake, 10 mei 1665) Johan Diederik van Kunowitz (20 mei 1624 – Fritzlar, 16 november 1700)
- Willem (Brake, 12 april 1634 – maart 1690); ∞ (Tecklenburg, 19 mei 1667) Margaretha van Bentheim-Tecklenburg (1648 – Rheda, 23 december 1722), dochter van graaf Maurits van Bentheim-Tecklenburg
- Maurits (Brake, 9 augustus 1635 – aldaar, 4 augustus 1666)
- Frederik (Brake, 10 juli 1638 – aldaar, 13 januari 1684); ∞ (3 april 1674) Sophia Louise van Sleeswijk-Holstein-Sonderburg-Beck (Beck 15 april 1650 – Bremen, 4 december 1714), dochter van hertog August Filips van Sleeswijk-Holstein-Sonderburg-Beck
- Ottilie (Brake, 7 november 1639 – Löwenstein, 5 oktober 1680); ∞ (Brake 26 augustus 1667) graaf Frederik Everhard van Löwenstein-Wertheim-Virneburg (12 augustus 1629 – 23 maart 1683)
- George (Brake, 23 januari 1642 – Holzminden, 14 februari 1703); ∞ (morganatisch 1691) Maria Sauermann († 1696)
- August (Brake, 9 september 1643 – Neuwied, 19 juni 1701)